# Lenguas sudánicas orientales
Las lenguas sudánicas orientales constituyen una rama entre las lenguas nilo-saharianas, siendo la más importante en cuanto al número de hablantes, y se extiende desde el sur de Egipto hasta el norte de Tanzania.
El nubio (o posiblemente el meroítico) da el testimonio escrito más antiguo. Pero la rama más importante es la de las lenguas nilóticas, al este de África.

## Clasificación
Según Bender 2000 [1980] la clasificación es la siguiente:
|  | Nubio (Sudán, Egipto) |
|  |                       |
|  | Nara (Eritrea)        |
|  |                       |
|  | Nyima (Sudán)         |
|  |                       |
|  | Tamano (Chad, Sudán)  |
|  |                       |

|  | Súrmico (Etiopía, Sudán del Sur)                         |
|  |                                                          |
|  | Jebel oriental (Sudán)                                   |
|  |                                                          |
|  | Temein (Montes Nuba-Sudán)                               |
|  |                                                          |
|  | Daju (Sudán, Chad)                                       |
|  |                                                          |
|  | Nilótico (Sudán, Uganda, Kenia, Tanzania, Etiopía Congo) |
|  |                                                          |

|  | Nubio (Sudán, Egipto) |
|  |                       |
|  | Nara (Eritrea)        |
|  |                       |
|  | Nyima (Sudán)         |
|  |                       |
|  | Tamano (Chad, Sudán)  |
|  |                       |

|  | Súrmico (Etiopía, Sudán del Sur)                         |
|  |                                                          |
|  | Jebel oriental (Sudán)                                   |
|  |                                                          |
|  | Temein (Montes Nuba-Sudán)                               |
|  |                                                          |
|  | Daju (Sudán, Chad)                                       |
|  |                                                          |
|  | Nilótico (Sudán, Uganda, Kenia, Tanzania, Etiopía Congo) |
|  |                                                          |

En cambio Ehret 2001 [1984] llama al grupo Saheliano oriental y lo divide en tres ramas:
- Astaborano (grupo k): Agrupa a Nubio, Tara y Tamano
- Kir-abbaiano (grupo n): Equivalente al grupo meridional pero incluyendo a Nyima y al idioma berta.
- Kuliak (en Uganda)

## Descripción lingüística

### Fonología
Bender reconstruye el siguiente sistema consonántico para el proto-sudánico oriental:
|                |                | Labial | Labial | Coronal               | Coronal               | Palatal | Palatal | Velar   | Velar   |
| -------------- | -------------- | ------ | ------ | --------------------- | --------------------- | ------- | ------- | ------- | ------- |
| oclusiva       | sorda          | *p     | *p     | *t, *t2               | *t, *t2               | (*c)    | (*c)    | *k      | *k      |
| oclusiva       | sonora         | *b     | *b     | *d, *d2               | *d, *d2               | *ɟ      | *ɟ      | *g, *g2 | *g, *g2 |
| fricativa      | fricativa      | *f     | *f     | *s                    | *s                    | *š      | *š      |         |         |
| líquida        | líquida        |        |        | *r, *l, *l2, *l3, *l4 | *r, *l, *l2, *l3, *l4 |         |         |         |         |
| nasal          | nasal          | *m     | *m     | *n                    | *n                    | *ñ      | *ñ      | *ŋ      | *ŋ      |
| semiconsonante | semiconsonante | *w     | *w     |                       |                       | *y      | *y      |         |         |

La reconstrucción de *c es insegura y no está claro que existan pares mínimos. En cuanto a otros fonemas, cuya existencia sí es más segura, resulta difícil reconstruir algunos de los rasgos subfonémicos, así *t2 y  *d2 se reconstruyen para dar cuenta alternacias de tipo  d/t, al igual que  *l2, *l3 se postulan para algunas alternacias de tipo  l/r, mientras que  *l4 se postula para una variación alofónica aparentemente libre  l~r. Finalmente *g2 da cuenta de alternancias  g/k. Si bien los detalles no son reconstruibles en el estado de conocimiento actual los fonemas  /*t2, *t2; *l2, *l3, *l4; *g2/ podrían corresponder a fonemas dentro del conjunto /tʼ, ɗ, ṭ, ḍ, θ, z; ɹ, ɻ, ɽ, ɺ, ɭ, ɬ, ɮ; x, ɣ/.

## Comparación léxica
Los numerales en diferentes lenguas sudánicas occidentales:
| GLOSA | Septentrional | Septentrional | Septentrional | Septentrional | Meridional     | Meridional   | Meridional   | Meridional      | PROTO- SUDÁNICO |
| GLOSA | PROTO- NUBIO  | Nara          | PROTO- NYIMA  | PROTO- TAMANO | PROTO- SÚRMICO | PROTO- JEBEL | PROTO- DAJU  | PROTO- NILÓTICO | PROTO- SUDÁNICO |
| ----- | ------------- | ------------- | ------------- | ------------- | -------------- | ------------ | ------------ | --------------- | --------------- |
| '1'   | *weer         | dōkkūū        |               | *kura         | *koɗoi         | *leːdi       | *no-         | *-kyɛ-          | *koɗa(?)        |
| '2'   | *orr-u        | àrigáà        | *a-ram-       | *wari         | *ramːan        | *waːdi       | *pidax       | *a-ʀyɛw         | *wa-ri-(?)      |
| '3'   | *tossi-gu     | sāāná         |               | *atti         |                | *odo~*ede    | *kɔdɔs       | *däk            |                 |
| '4'   | *kem(-n)-s    | šōōná         | *kors-        | *kus-         | *-wec          |              | *tispɛt      | *ɔ-ŋwan         |                 |
| '5'   | *dijji        | wiita         | *mul          | *masi         | *tuːr          |              | *maduk       | *mut-           | *mud-(?)/ *tuːr |
| '6'   | *gorji        | dáátà         | *kurš(?)      | *tor          | *tur-k-onom    |              | *araŋ        | *5+1            |                 |
| '7'   | *kòlòda       | jāārigáà      | *kulad        | *kol          | *tur-kɪ-ram    |              | *paɣt-indi   | *5+2            |                 |
| '8'   | *iduwi        | dèssèná       |               | *kimis        | *tur-k-        |              | *kɔdɔs-ande  | *5+3            |                 |
| '9'   | *oskolda      | lùfūttá-màdāā |               | *uku-         | *tur-k-wec     |              | *tabist-anda | *5+4            |                 |
| '10'  | *di-mer       | lùfūk         | *-bura        | *mer          | *amoto         | *caːraːli    | *asiŋ        | *tɔmɔn          | *tɔmɔn          |